# چشمه آبریز جبل
چشمه آبریز جبل از جمله چشمه‌های شهرستان سروستان در استان فارس است.
این چشمه در ۲۰ کیلومتری شهر سروستان و در نزدیکی شهر کوهنجان واقع است و دارای آب شیرین می‌باشد.این چشمه از جاذبه‌های گردشگری شهرستان سروستان محسوب می‌شود.